# ورزشگاه نیلند

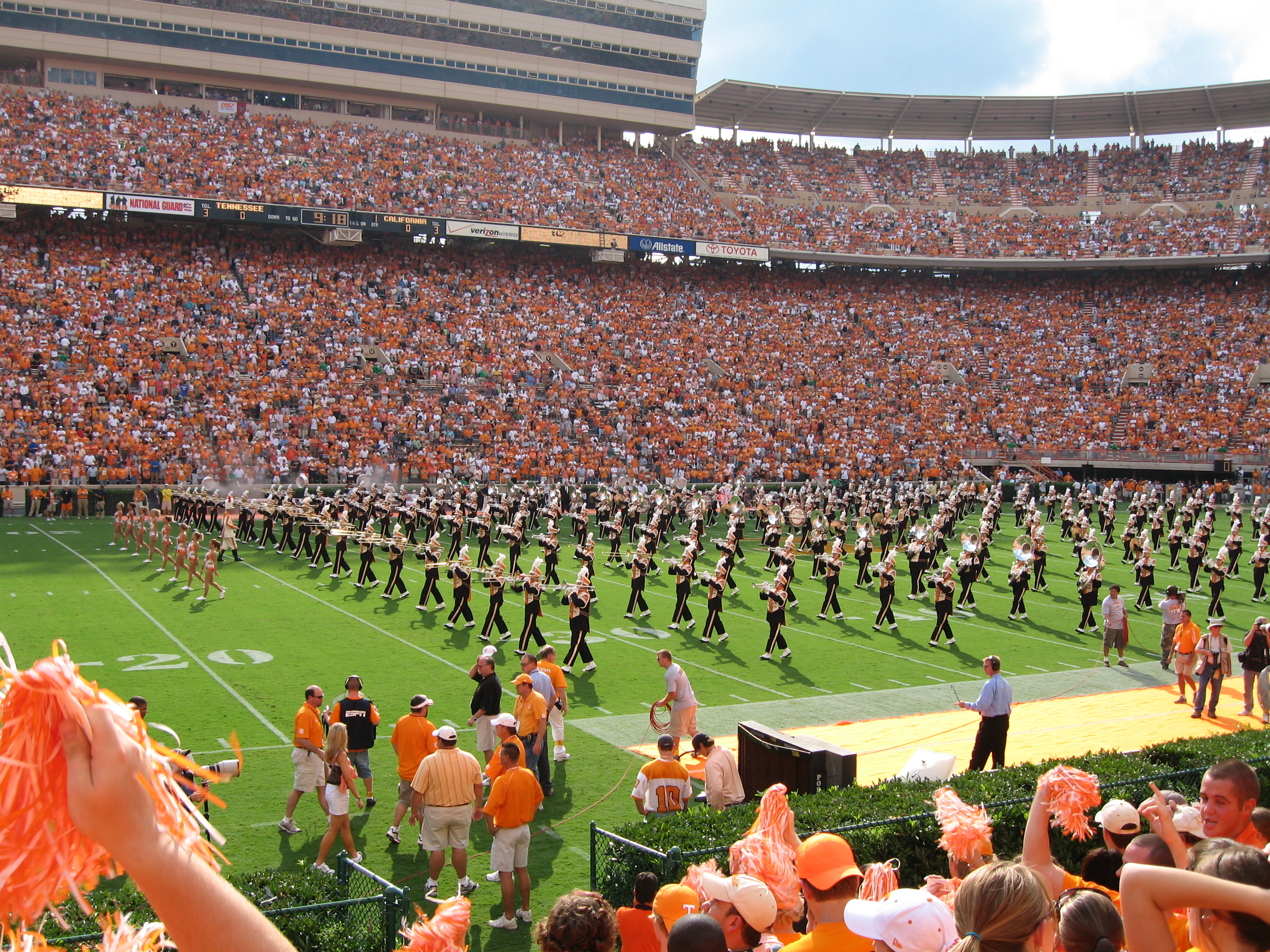

ورزشگاه نیلند (به انگلیسی: Neyland Stadium) با ظرفیت 102000 نفر در شهر ناکسویل ایالت تنسی واقع شده‌است و دارای زمین چمن می‌باشد.
این ورزشگاه که متعلق به دانشگاه تنسی است در سال 1921 تأسیس شد.

## نگارخانه

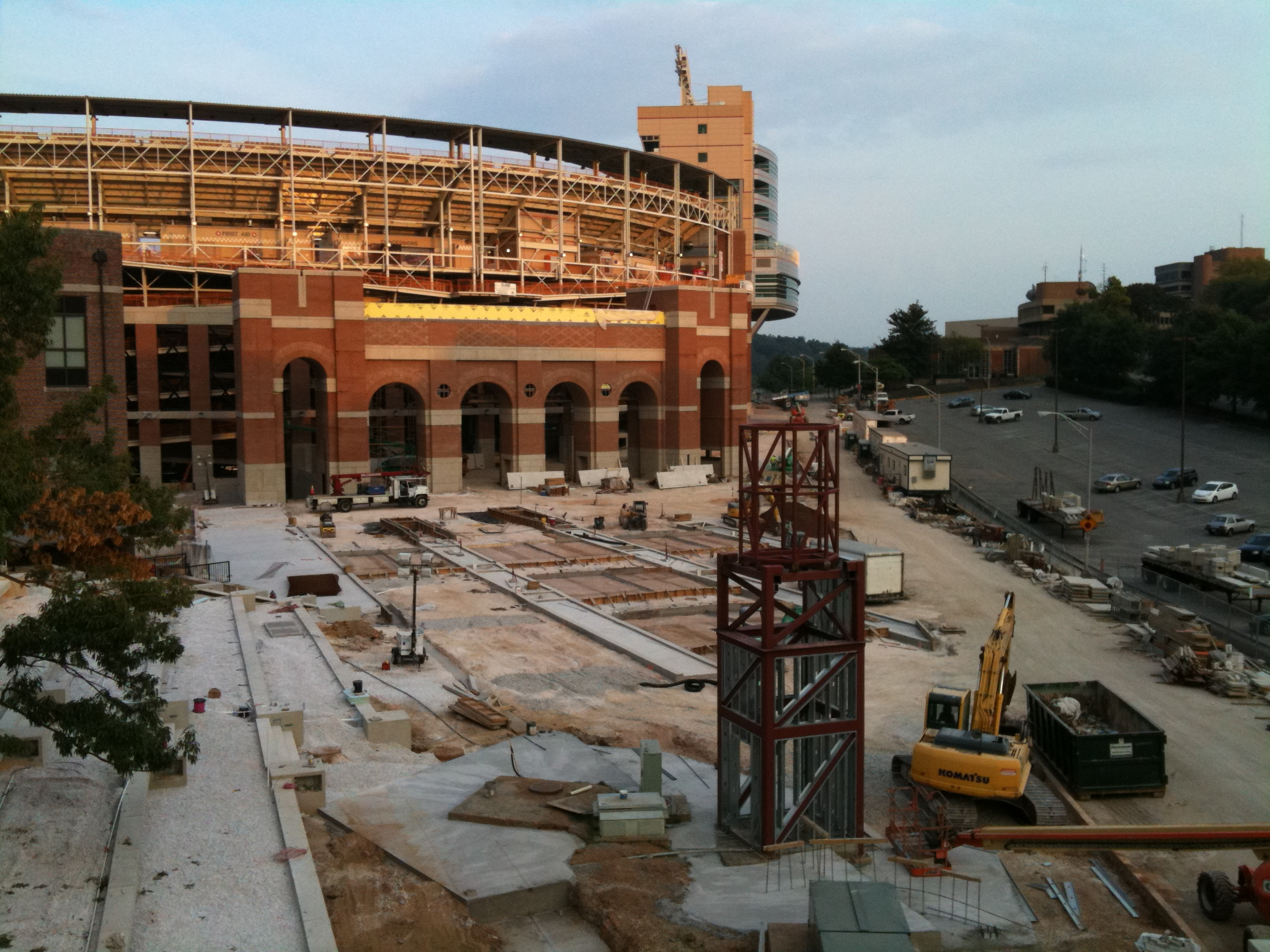
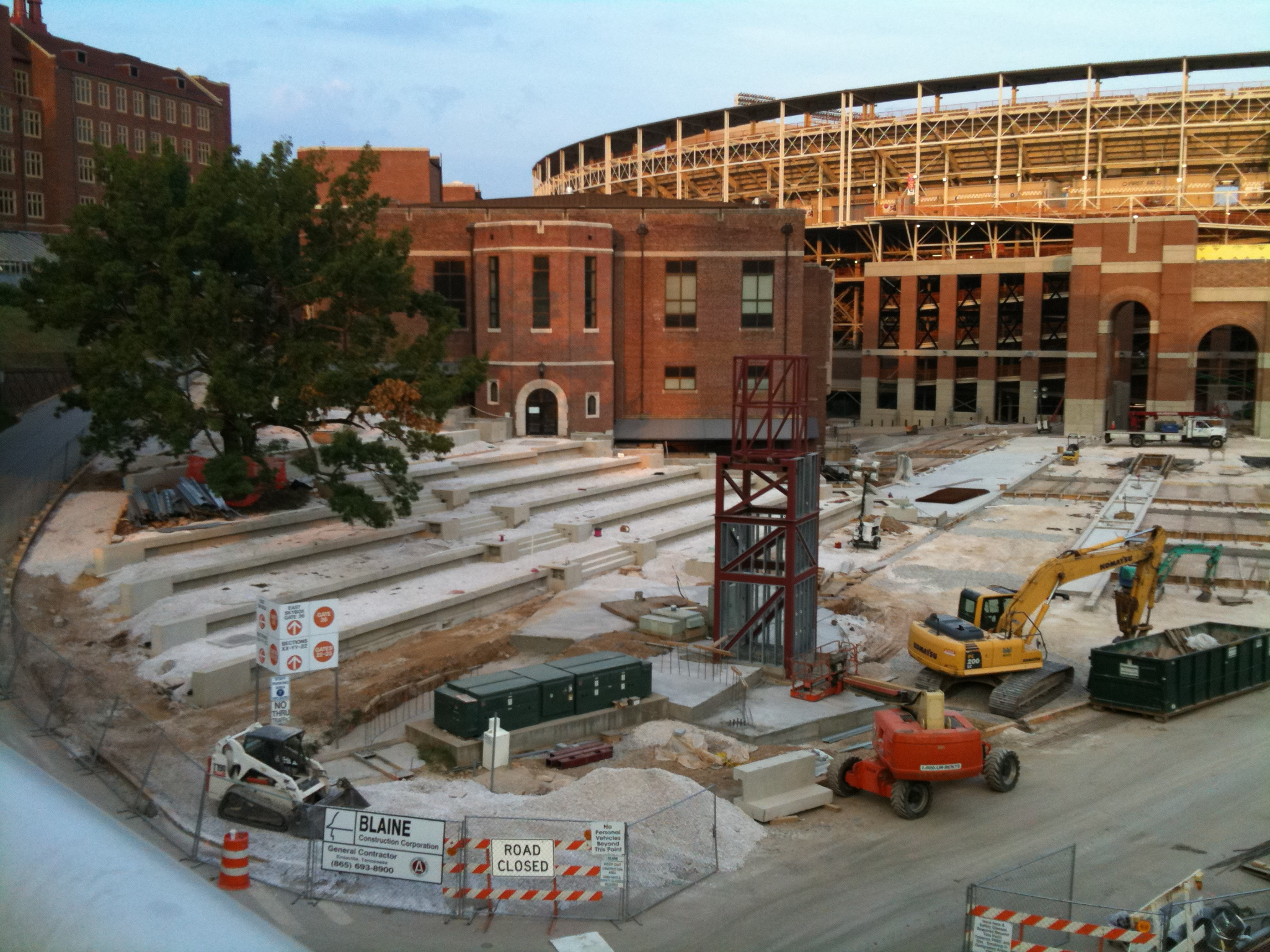
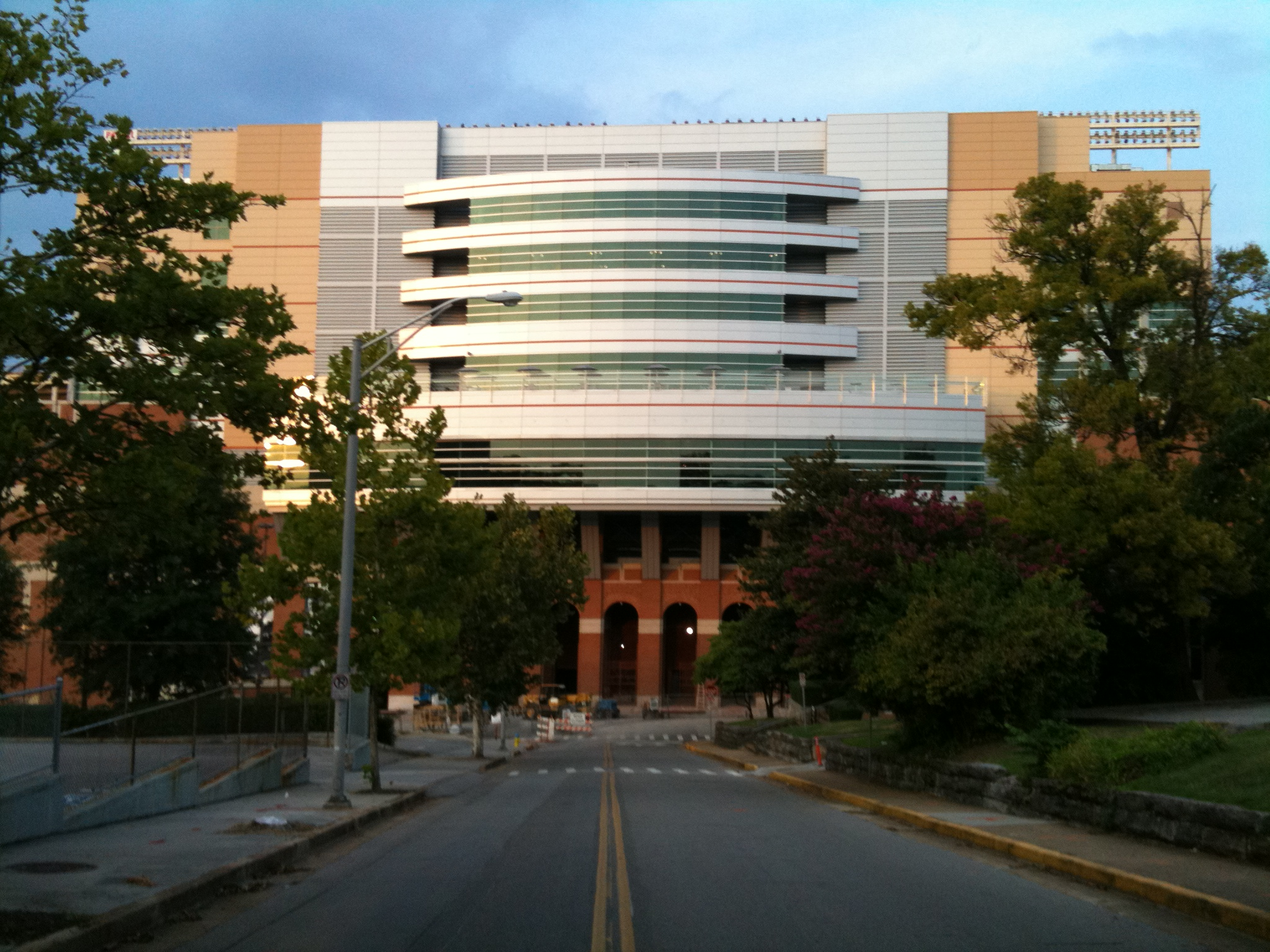
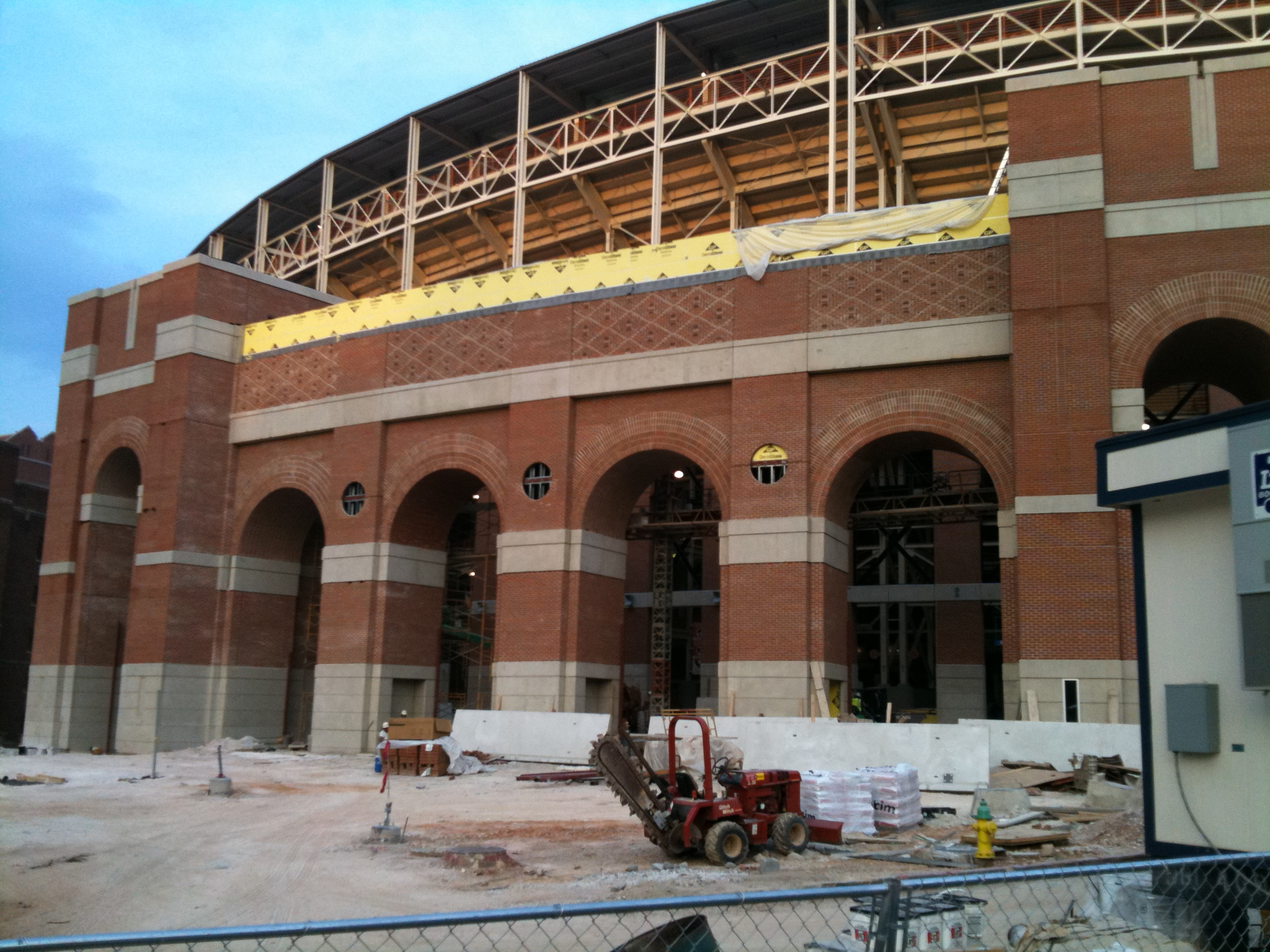
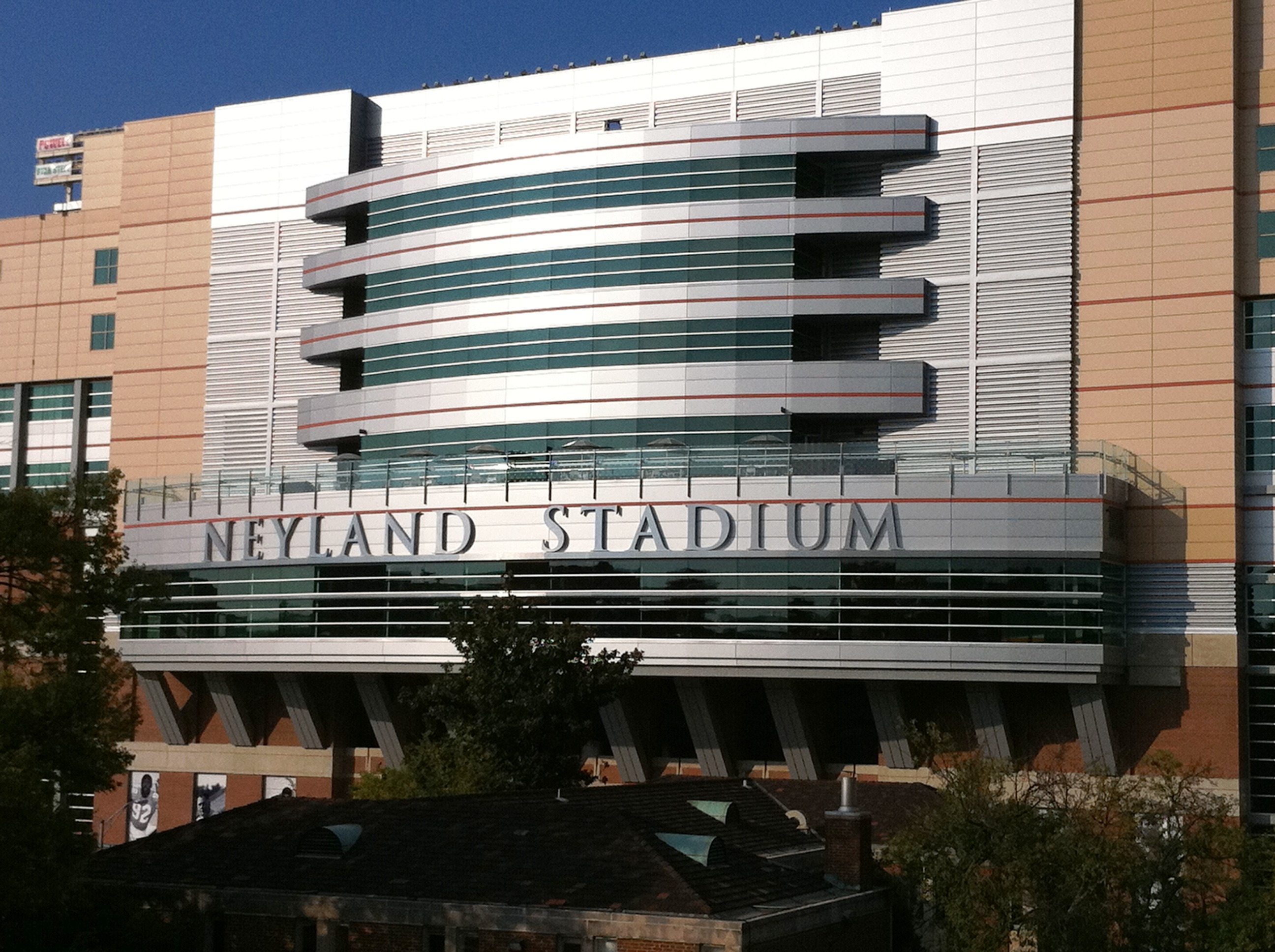